# 1Q84
1Q84 ist ein Roman des japanischen Autors Haruki Murakami. Der Titel ist eine Anspielung auf 1984, das Jahr der Handlung. Nach Ereignissen im Verlauf der Handlung wird dieses Jahr von der Protagonistin jedoch in 1Q84 umbenannt. Das „Q“ steht für Question mark (engl. für Fragezeichen). Dies ist zudem ein Wortspiel, da der Buchstabe „Q“ und die Zahl „Neun“ im Japanischen kyū ausgesprochen werden. Außerdem nimmt der Roman mehrfach Bezug auf den Roman 1984 von George Orwell.

## Veröffentlichung
1Q84 ist in drei Teile gegliedert, die jeweils als eigenes Buch erschienen sind. Im japanischsprachigen Original wurden Buch 1 und 2 gleichzeitig am 29. Mai 2009 vom Verlag Shinchōsha veröffentlicht, Buch 3 folgte am 16. April 2010. Die deutschsprachige Übersetzung von Buch 1 und 2 erschien zusammengefasst am 9. Dezember 2010 im DuMont Buchverlag, Buch 3 folgte am 12. Oktober 2011.

## Inhalt

### Buch 1 & 2
Der Autor erzählt die Geschichten seiner Hauptfiguren abwechselnd in zwei Handlungssträngen. Aomame, die Tochter einer Zeugen-Jehovas-Familie, und Tengo, der Sohn eines Rundfunkgebühreneintreibers, werden in ihrer Freizeit von ihren Eltern für ihre Zwecke eingespannt und geraten dadurch in der Klasse der Zehnjährigen in eine Außenseiterposition. So entwickelt sich zwischen ihnen eine schüchterne Kinderliebe. Sie verlieren sich anschließend aus den Augen, entdecken aber später in ihren Träumen, dass es die Liebe ihres Lebens ist.
Die Romanhandlung spielt zwanzig Jahre nach ihrer Freundschaft im Jahr 1984 in Tokio. Die beiden Protagonisten wurden durch geheimnisvolle Kräfte in die magische Parallelwelt 1Q84 versetzt, die den Hauptfiguren durch einen zweiten Mond sichtbar wird. Im alltäglichen Leben scheint sich wenig verändert zu haben, aber die aus dem Verborgenen heraus agierenden gnomenhaften Little People weisen auf surreale Tiefenstrukturen des Lebens hin: In der Auseinandersetzung um die Ordnung der Welt kämpfen Tengo und Aomame mit ihren Unterstützern gegen eine von den Little People manipulierte Sekte, die als Untergrundorganisation operiert. Aber es ist kein überschaubarer Kampf zwischen „Gut und Böse“: Die Parallelwelt und ihre Antagonisten sind ambivalent, ihre Motive und Ziele bleiben für die Protagonisten weitgehend rätselhaft. Eine allgemeine Gefahr entsteht, wenn dämonische Mächte das Gleichgewicht stören (Buch II, Kp. 13.).
Die Fitnesstrainerin Aomame ist durch ihr Kindheitstrauma entwurzelt und lässt sich durch wechselnde sexuelle Beziehungen treiben. Ihre beste Freundin wurde von deren Mann wie schon in vorhergehenden Beziehungen misshandelt und schlussendlich in den Suizid getrieben. Eine von Aomames Kundinnen, Feministin und Leiterin eines Frauenhauses, wird auf sie aufmerksam und bietet ihr an, in ihrem Auftrag Vergewaltigungen zu rächen. Aomame nimmt das Angebot an. Zwei dieser Aufträge werden ausführlich dargestellt: zu Beginn des Romans ermordet sie den Erdölkaufmann Miyama, weil er seine Frau mit einem Golfschläger schwer verletzt hat. Ihr zweites Auftragsziel ist der Sektenführer Tamotsu Fukada (II, 13). Dieser habe sich, als Receiver der Little People, in einer religiösen Kulthandlung die noch nicht gebärfähigen jungen Mädchen der Kommune als Priesterinnen zuführen lassen, um seinen Nachfolger zu zeugen. Auch seine Tochter Fukaeri war als Perceiver ein Medium der Little People. In seinem Gespräch mit Aomame stellt Fukada sich ebenso wie die Mädchen als Opfer der dunklen Kräfte dar, da er beim Koitus immer gelähmt gewesen sei, und bittet sie, ihn zu töten und damit zu befreien.
Der Mathematiklehrer und Autor Tengo Kawana kommt mit der Sekte auf anderem Weg in Berührung. Er überarbeitet im Auftrag seines Freundes Komatsu, der eine Literaturzeitschrift herausgibt, das Manuskript der 17-jährigen Legasthenikerin Fukaeri. Es trägt den Titel Die Puppe aus Luft und handelt vom Leben eines Mädchens in einer Sekte und dem mysteriösen Wirken der Little People (II, 19). Es ist, wie Tengo bald bemerkt, die Geschichte der Autorin selbst, die die Tochter des Sektenführers Fukada ist: Weil sie ihre Pflichten vernachlässigt hatte, wurde sie in einem Raum eingesperrt. Dort erschienen die geheimnisvollen Little People, die mit ihr gemeinsam aus Luftfäden einen Kokon spannen, der ihren eigenen Klon (genannt Daughter) enthielt. Diese Daughters, d. h. die Schatten der Mädchen, und nicht die Mothers, also die Originale, agieren tranceartig bei den sexuellen Riten mit dem Anführer, der dabei „die Stimmen hört“. Fukaeri hat die Sekte als Daughter oder Mother, wie Tengo sich fragt, verlassen. Seit dem Erscheinen ihres Buches hört der Leader nicht mehr die Stimmen der Little People, d. h., er verlor seine prophetischen Fähigkeiten.
Nach ihrer von ihrem Vater im Geheimen vorbereiteten Flucht aus der von der Öffentlichkeit abgeschotteten Kommune lebte Fukaeri bei einem Ziehvater, Professor Ebisuno, dort schrieb sie ihre phantastischen Erlebnisse auf. Das von Tengo publikationsfertig gemachte Buch erregt großes Aufsehen, die Autorin wird von der Presse als Entdeckung gefeiert. Daraufhin taucht sie unter. Später versteckt sie sich bei Tengo, von dem sie sich in einer magischen traumartigen Situation als Medium für Aomame befruchten lässt, als würde sie einen Auftrag ausführen (II, 14). Bei den Nachforschungen nach ihr wird die Presse auf die Sekte und ihre Machenschaften aufmerksam – was wiederum der Plan Professor Ebisunos war.
In der Handlungsführung des Romans nähern sich Tengo und Aomame durch ihre Aktionen zum Schutz missbrauchter Kinder und sie erfährt von seiner Buchbearbeitung, mit der auch sie in die Geschichte hineingezogen wurde. Am Ende findet Aomame beim Versuch, in die Welt 1984 zurückzukehren, den Ausstieg nicht mehr und will sich erschießen. In diesem Augenblick denkt sie an Tengo, dessen von Agenten der Sekte bedrohtes Leben sie durch ihr Verschwinden aus der Welt 1Q84 retten will. Gleichzeitig sieht Tengo beim Besuch des bewusstlosen Vaters im Sanatorium die Geliebte in einer Vision: Im Bett liegt in einer Puppe eingesponnen die 10-jährige Aomame (II, 24). Er deutet dies als Zeichen, dass sie sich wieder begegnen werden.

### Buch 3
Die beiden Tengo- und Aomame-Handlungsstränge des 1. und 2. Buches sind um einen dritten, den des Privatdetektivs Ushikawa, erweitert worden. Aus diesen drei Perspektiven wird die Fortsetzung des Kampfes der Frauenrechtlerin Shizue Okata gegen die Vorreiter abwechselnd erzählt. Im Auftrag der Sekte hat Ushikawa bereits im 2. Buch Tengo ein als Stipendium verpacktes Bestechungsgeld angeboten, um die Buchveröffentlichung zu verhindern. Nun soll er die Hintergründe des Mordes an dem Leader Tamotsu Fukada herausfinden und das Versteck Aomames suchen. Durch ihre Biographie stößt er auf die gemeinsame Schulzeit mit Tengo und sieht in deren Beziehung den Schlüssel für seine Ermittlungen. Er beschattet Tengo und folgt seinen Wegen durch den Bezirk Koenji, in dem auch Aomame lebt. Nachdem sie ihn zufällig aus ihrer Wohnung, in der sie sich versteckt, beobachtet hat, informiert sie Tamaru. Dieser zwingt ihn zur Offenbarung seines Auftrags und erstickt ihn.
In den Parallelhandlungen reflektiert Tengo bei seinem im Koma liegenden Vater und nach dessen Tod die ihm unbekannten Familienstrukturen und Aomame entdeckt, dass sie seit der Tötung des Leaders schwanger ist. Sie ist sich sicher, dass nur ihre große Liebe Tengo durch magische Vorgänge der Vater sein kann. Als Tengo und Aomame sich nach den verwickelten Überwachungs- und Verfolgungsaktionen treffen, können sie einige Zusammenhänge ihrer rätselhaften Geschichte klären (III, Kp. 30): Die Zeugung scheint durch die Little People gesteuert zu sein. Als Medium der Übertragung diente Fukaeri in ihrer tranceartigen Befruchtung durch Tengo. Beide Aktionen ereigneten sich zum selben Zeitpunkt während atmosphärischer Spannungen durch ein von den Little People hervorgerufenes Unwetter. Dazu passend hat Tengo in einer Vision am Krankenbett des Vaters die kleine Aomame im Kokon gesehen. Deshalb befürchten Aomame und Tengo, dass die Vorreiter ihr Kind in ihren Besitz bringen wollen, weil sie hoffen, es könnte als Daughter ein Medium für Botschaften der Little People sein. Um dies zu verhindern fliehen sie aus der Welt 1Q84 durch das Einstiegsportal in umgekehrter Richtung und gelangen wieder in eine Welt mit nur einem Mond. Hier wollen sie ihre Liebe realisieren und als Familie zusammen leben, auch wenn es vielleicht nicht ihre alte Herkunftswelt ist, sondern eine dritte mit neuen Gefahren und Herausforderungen.

## Handelnde Personen
- Masami Aomame, eine der beiden Hauptfiguren, ist eine 30-jährige Fitnesstrainerin, die im Auftrag einer Feministin, die ein Frauenhaus betreut, Rachemorde an Männern, die Frauen missbraucht haben, verübt.
- Tamaki Otsuka, Aomames erste intime Freundin auf der Oberschule, wird als Studentin vergewaltigt. Aus der Ehe mit ihrem brutalen Mann flieht sie durch Selbstmord.
- Ayumi Nakano, 26-jährige Polizistin, ist Aomames Freundin, mit der sie gemeinsam Männerbekanntschaften sucht.
- Die alte Dame Shizue Okata ist eine etwa 76 Jahre alte Frauenrechtlerin,[2] die ein Haus für misshandelte Frauen eingerichtet hat und Aomame als Auftragsmörderin anwirbt.
- Tamaru, der Bodyguard der alten Dame, organisiert die Morde für Aomame und beschützt sie in ihrem Versteck in Koenji.
- Tengo Kawana, die andere Hauptfigur, ist ein 29-jähriger[3]  Mathematiklehrer. Als nebenberuflicher Schriftsteller bringt er Erikos Erzählung in eine literarische Form.
- Kyoko Yasuda ist Tengos verheiratete Geliebte. Von ihrem Mann erhält er die Nachricht, seine Frau sei verlorengegangen.
- Kumi Adachi, Krankenschwester im Sanatorium in Chikura, in dem Tengos Vater gepflegt wird.
- Die Vorreiter sind eine Sekte, die in den Bergen der Präfektur Yamanashi eine Kommune betreibt.
- Der Leader der Vorreiter Tamotsu Fukada, Fukaeris Vater.
- Toshiharu Ushikawa, Geheimagent der Sekte der Vorreiter, sammelt Informationen über Tengo und Aomame. Bereits in dem früheren Roman Mister Aufziehvogel trat er in Erscheinung
- Eriko Fukada, genannt Eri bzw. Fukaeri, ist ein 17-jähriges Mädchen, das von klein auf mit ihren Eltern in der Gemeinschaft der Vorreiter lebt.
- Yuji Komatsu, Redakteur und Herausgeber einer Literatur- und Kunstzeitschrift, überredet Tengo zur Überarbeitung des Textes und veröffentlicht ihn unter dem Titel Die Puppe aus Luft.
- Professor Takayuki Ebisuno, Kulturanthropologe, ist Fukaeris Vormund. Seine Familie nimmt die 10-jährige traumatisierte Eri nach ihrer Flucht auf und hilft ihr, die Sprache wiederzufinden und die Erlebnisse zu verarbeiten.
- Azami, seine Tochter, schreibt die Geschichte, die ihr Eri erzählt, auf und reicht das Manuskript für den Wettbewerb ein.

## Rezeption
Die FAZ lobte den Roman als „Kunstwerk der Verlockung“ und schließt mit dem Fazit: „Haruki Murakami hat sein immens populäres und abwechslungsreiches Werk um einen Roman bereichert, der nicht nur die zahllosen alten Freunde seiner Prosa entzücken wird.“  Die Zeit schreibt über den Roman: „Murakami bricht mit beinahe allen Gepflogenheiten hochliterarischer Raffinesse und schreibt einen meisterhaften Kolportageroman, dessen kalt kalkulierter Sentimentalität man sich kaum entziehen kann.“ Die Süddeutsche Zeitung lobte das Werk im Feuilleton als „fesselnd“ und bezieht die Qualität vor allem auf die Figuren. Auch Neue Zürcher Zeitung und taz lobten das Buch.

„Bei allen, auch bei den berühmtesten japanischen Autoren, behält man als westlicher Leser sonst immer den Eindruck zurück, etwas Wesentliches verpasst zu haben, als würden diese Bücher in Chiffren sprechen, die in Wahrheit etwas ganz anderes bedeuten als sich selbst. Japanische Literatur ist die rätselhafteste der Welt. Auch Murakami weiß seine Geheimnisse zu wahren. Aber es sind, kraft seiner tiefen Humanität, Geheimnisse für die ganze Welt. Murakami galt dieses Jahr als einer der Kandidaten für den Nobelpreis. Es ist schade, dass er ihn nicht bekommen hat. Nicht nur wäre jetzt genau der richtige Augenblick im Leben und im Werk des nunmehr 61-Jährigen gewesen. Sondern er hat etwas vermocht, was vor ihm offenbar noch kein japanischer Schriftsteller geschafft hat: Literatur zu schreiben, die sich aus ihrem Kokon befreit und nach außen öffnet.“

## Ausgaben
- Haruki Murakami: 1Q84. Buch 1/2. 1. Aufl. Aus dem Japan. von Ursula Gräfe. DuMont. Köln 2010. 1021 Seiten. ISBN 978-3-8321-9587-8
- Haruki Murakami: 1Q84. Buch 3. 1. Aufl. Aus dem Japan. von Ursula Gräfe. DuMont. Köln 2011. 570 Seiten. ISBN 978-3-8321-9588-5